# Zoi Lima
Zoi Mafalda Marques de Lima (Porto, 7 de outubro de 1991) é uma ginasta portuguesa. Ela é integrante da equipe portuguesa de ginástica artística que disputou o Campeonato Mundial de Ginástica Artística de 2007, realizado na cidade de Estugarda, Alemanha.
Zoi iniciou na ginástica em 1998, aos 6 anos, disputando sua primeira competição internacional em 2001. Em 2007, ela integrou a equipe de Portugal, nas duas principais competições do ano na Europa, o Campeonato Europeu, realizado em Amesterdão, e o Campeonato Mundial, realizado em Estugarda. No Campeonato Europeu sua melhor posição foi na prova do Salto, onde obteve a 34ª posição com a nota 12,625, já no Individual geral, Zoi conseguiu a 45ª posição com a nota 50,525. No Campeonato Mundial, obteve a 97ª posição no Individual Geral, com a nota 50,800.